# Prouilly
Prouilly település Franciaországban, Marne megyében. Lakosainak száma 549 fő (2022. január 1.). Prouilly Pévy, Courcelles-Sapicourt, Jonchery-sur-Vesle, Montigny-sur-Vesle, Muizon és Trigny községekkel határos.

## Népesség
A település népességének változása:
| Lakosok száma | 416  | 433  | 472  | 550  | 583  | 563  | 560  | 555  | 553  | 549  |
|               | 1968 | 1982 | 1990 | 2006 | 2013 | 2015 | 2017 | 2019 | 2020 | 2022 |